# Pontogeneia kondakovi
Pontogeneia kondakovi är en kräftdjursart som beskrevs av Gurjanova 1951. Pontogeneia kondakovi ingår i släktet Pontogeneia och familjen Eusiridae. Inga underarter finns listade i Catalogue of Life.